# Darren White (Musiker)
Darren John „Daz“ White (* 30. März 1972) ist ein englischer Musiker, der in Liverpool aufwuchs und vor allem als Sänger der Band Anathema bekannt ist. Seine tiefen Death-Grunts auf den frühen Aufnahmen der Band verdeutlichten die frühe Identifikation der Gruppe mit dem Death-Doom-Genre.

## Werdegang
White war auch Frontmann anderer Bands, darunter The Blood Divine mit ehemaligen Mitgliedern von Cradle of Filth (für die er bei The Principle of Evil Made Flesh den Hintergrundgesang/die gesprochenen Worte übernahm) und Dead Men Dream. Sein Projekt Serotonal wird als „Drone /Atmospheric Doom“ beschrieben. Im Februar 2009 unterzeichnete Serotonal einen Plattenvertrag mit Union Black Records, und das Debütalbum Monumental – Songs of Misery and Hope wurde am 24. November 2009 veröffentlicht. White soll fälschlicherweise auch 1991–92 bei Cradle of Filth Schlagzeug gespielt haben. Dabei handelte es sich jedoch um Darren Gardner. White sang allerdings bei Antifear an der Seite seines ehemaligen Anathema-Bandkollegen Duncan Patterson.

## Diskografie
- Anathema – An Iliad of Woes (1990)
- Anathema – All Faith Is Lost (1991)
- Anathema – They Die / Crestfallen (1992)
- Anathema – The Crestfallen (1992)
- Anathema – Serenades (1993)
- Anathema – Pentecost III (1995)
- The Blood Divine – Awaken (1996)
- The Blood Divine – Mystica (1997)
- Dead Men Dream – Absolute Zero (2002)
- Serotonal – The End of Everything (2004)
- Serotonal – The Futility of Trying To Avoid The Unavoidable (2007)
- Serotonal – Monumental (2009)
- Duncan Patterson – The Eternity Suite (2015)